# Funäsdalen
Funäsdalen é uma localidade da província da Härjedalen.

Pertence ao município de Härjedalen, no condado de Jämtland.
 
Tem 2,63 quilômetros quadrados e segundo censo de 2019, havia 1 022 residentes.

Está situada a 70 quilômetros a noroeste de Sveg e 33 da fronteira com a Noruega, a 583 metros de altitude.

 
Está localizada na margem norte do lago Funäsdal e é atravessada pela estrada nacional 84 (Fjällnäs-Funäsdalen-Hede-Sveg).  Fica a 120 quilômetros do aeroporto de Sveg.

É um importante ponto de turismo, tanto no verão como no inverno, fazendo parte da zona de desporto de esquis Funäsdalsfjällen

 
e tem o Museu da Montanha de Härjedalen (Härjedalens fjällmuseum).

## bibliografia
- «Funäsdalen». Enciclopédia Nacional Sueca (em sueco). Gotemburgo: Universidade de Gotemburgo

- Eriksson, Leif (2008). «Härjedalen». Libers junioratlas (em sueco). Estocolmo: Liber. p. 18. ISBN 9789147808311

- Harlén, Hans; Eivy Harlén (2003). «Funäsdalen». Sverige från A till Ö [A Suécia de A a Ö]. Geografisk-historisk uppslagsbok (em sueco). Estocolmo: Kommentus. p. 583. ISBN 91-7345-139-8

- Hanneryd, Ola (2019). «Härjedalens fjällmuseum»

- Mæhlum, Lars (2017). «Klarälven» (em norueguês). Store norske leksikon (Grande Enciclopédia Norueguesa)

- Miranda, Ulrika Junker; Hallberg, Anne (2007). «Degerfors». Bonniers uppslagsbok (em sueco). Estocolmo: Albert Bonniers Förlag. 1143 páginas. ISBN 91-0-011462-6

- Ottosson, Åsa; Ottosson, Mats (2012). «Sveriges mest sportgalna orter (As cidades mais loucas pelo desporto da Suécia)». Upplev det bästa i Sverige (Conheça o melhor da Suécia). Topplistor landskap för landskap (em sueco). Estocolmo: Bonnier Fakta. 118 páginas. ISBN 978-91-7424-212-6

- «Funäsdalen». Se Sverige med barnen. en reseguide för hela familjen (em sueco). Estocolmo: Bonniers juniorförlag e Svenska turistföreningen. 1985. 379 páginas. ISBN 91-48-51041-6

- Valeur, Bent (2011). «Kumla» (em dinamarquês). Den Store Danske Encyklopædi (Grande Enciclopédia Dinamarquesa)